# Fransenteppichhai
Der Fransenteppichhai (Eucrossorhinus dasypogon) ist ein bis zu etwa 125 cm langer Hai aus der Familie der Teppichhaie. Er kommt im südwestlichen Pazifik vor.

## Aussehen und Merkmale
Der Fransenteppichhai ist ein mittelgroßer, bodenlebender Hai mit einer durchschnittlichen Länge von 1,00 bis 1,20 m, die Maximalgröße reicht über 1,25 m. Wie alle Teppichhaie besitzt er einen sehr breiten, abgeflachten Körper mit breitem Kopf und einem großen, endständigen Maul.
Die Grundfarbe ist beige-grünlich bzw. gelblich-braun, und er ist über den gesamten Körper mit einer netzartigen Zeichnung mit großen dunklen Flecken ausgestattet, die sattelartig auf dem Körper liegen. Dieses Körpermuster stellt eine Tarnfärbung dar, die in seinem natürlichen Lebensraum dazu führt, dass das Tier optisch mit dem Fels- und Korallenboden verschwimmt. Die beiden Rückenflossen liegen sehr weit hinten, wodurch der Beginn der ersten Rückenflosse über den Bauchflossen liegt. Brust- und Bauchflossen sind wie bei anderen Teppichhaien sehr groß und breit ausgebildet.
Am unteren Rand der Oberlippe, unter Nase und Augen, sowie unterhalb des Mauls am Kinnbereich besitzt der Hai sehr stark verästelte Hautlappen. Die Mundöffnung liegt weit vorn am Kopf vor den Augen. Die Tiere haben beiderseits je ein sehr großes Spritzloch hinter den Augen sowie 5 Kiemenspalten vor dem Ansatz der Brustflossen.

## Lebensweise
Über das Verhalten und die Biologie des Fransenteppichhais ist nur sehr wenig bekannt. Er ist eine vorwiegend nachtaktive Art im Bereich von Korallenriffen des Kontinentalschelfs, wo er auf den Korallen oder nahe dem Meeresboden lebt. Tagsüber versteckt er sich mit eingerolltem Schwanz in Höhlen oder unter Korallenvorsprüngen. Die Tiere ernähren sich vor allem von bodenlebenden Fischen und wahrscheinlich auch von Krebsen, Tintenfischen, anderen bodenlebenden Wirbellosen und Seeanemonen.
Er ist wahrscheinlich wie andere Teppichhaie lebendgebärend, wobei die Junghaie mit einer durchschnittlichen Körperlänge von 20 cm zur Welt kommen. Ab welcher Größe die Tiere ihre Geschlechtsreife erreichen, ist nicht genau bekannt. Das kleinste bisher gefangene geschlechtsreife Individuum war 117 cm lang.

## Verbreitung

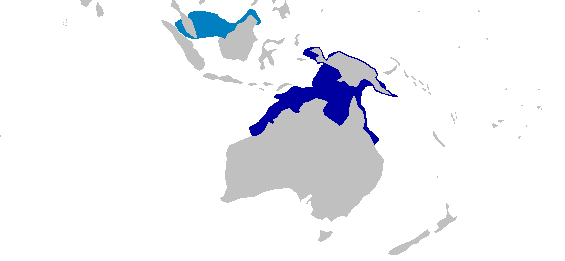
Verbreitung des Fransenteppichhais

Der Fransenteppichhai kommt im östlichen Indischen Ozean und dem angrenzenden westlichen Pazifik äquatornah von den indonesischen Inseln Waigeo und Aru über Neuguinea bis an die Küsten Nordaustraliens vor. Das bevorzugte Habitat stellen küstennahe Korallenriffe dar, wo er sich im Bereich der Korallenoberflächen und den Kanälen aufhält.

## Bestand und Gefährdung
In der Roten Liste der IUCN wird der Fransenteppichhai als nicht gefährdet („least concern“) geführt.

## Belege
1. ↑  Beschreibung vor allem nach Compagno et al. 2002
2. ↑  Eucrossorhinus dasypogon in der Roten Liste gefährdeter Arten der IUCN 2015. Eingestellt von: Huveneers, C. & Pillans, R.D., 2015. Abgerufen am 15. Oktober 2015.